# Pistacia palaestina
Espèce
Synonymes
- Pistacia palaestina Boiss.[2]
- Pistacia palaestina[3]
- Pistacia terebinthus subsp. palaestina (Boiss.) Engler in A. DC. & C. DC. (préféré par BioLib)[2]
- Pistacia terebinthus subsp. palaestina Pistacia palaestina Boiss., 1849 (préféré par NCBI)[3]

Pistacia palaestina, le térébinthe de Palestine, est une espèce de plantes dicotylédones de la famille des Anacardiaceae, originaire de l'Est du bassin méditerranéen. C'est un arbre proche du pistachier térébinthe, dont il se distingue par ses feuilles, les folioles étant pointus chez le térébinthe de Palestine et ovales chez le Térébinthe méditerranéen.
Pistacia palaestina est, avec Pistacia atlantica (pistachier de l'Atlas), l'une des deux espèces de pistachiers mentionnées dans la Bible.

## Taxinomie

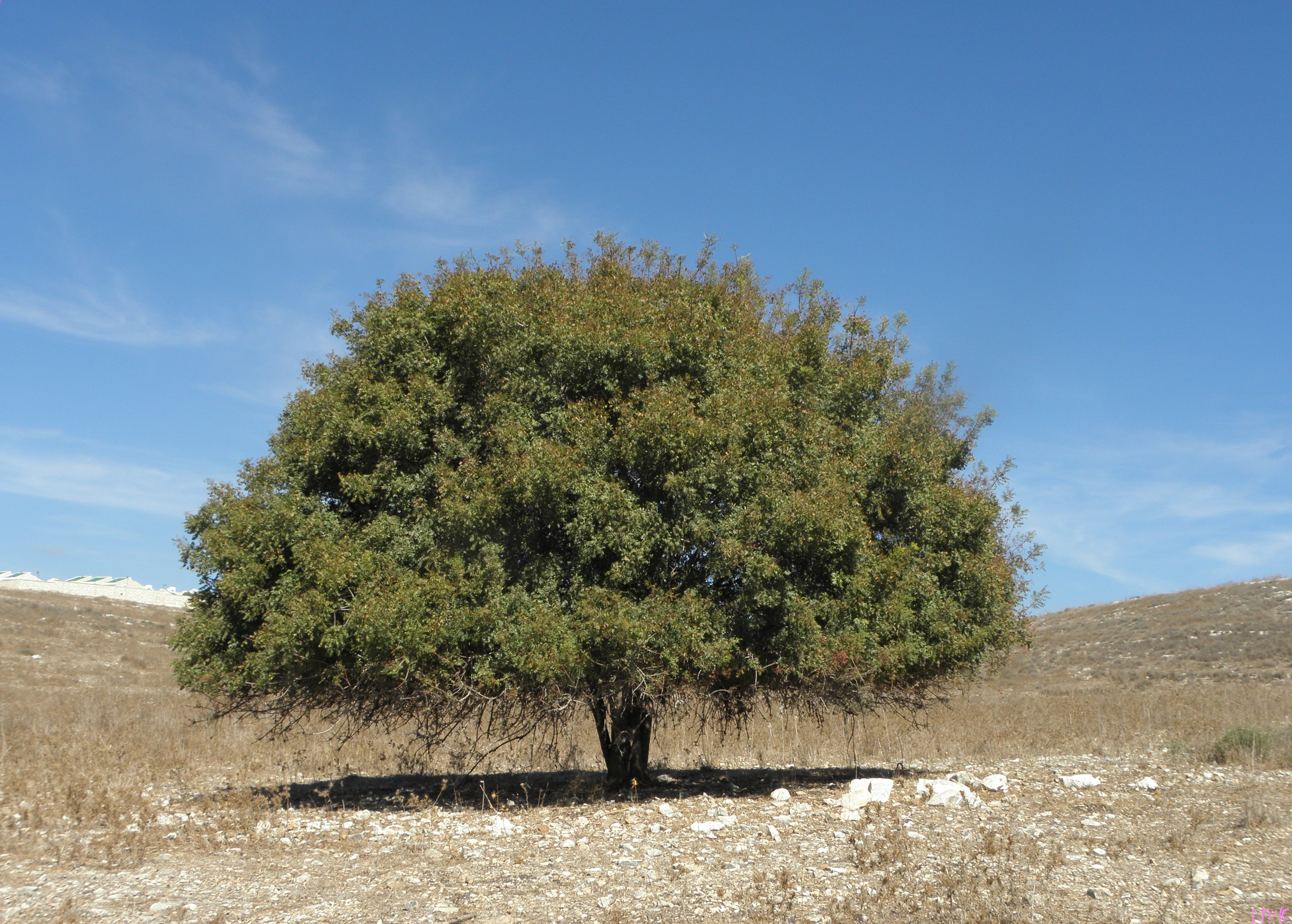
Vue d'un Pistacia palaestina

L'espèce Pistacia palaestina a été décrite en premier par Pierre Edmond Boissier et publiée en 1849 dans Diagnoses Plantarum Orientalium Novarum, ser. 1 9(1). Elle appartient à la  section Pistacia du genre Pistacia.
En 1883, Engler considéra Pistacia palaestina comme une variété de Pistacia terebinthus. En 1952, Zohary considéra Pistacia palaestina comme une espèce distincte. Puis, en 1967, Yaltirij considéra P. palestina comme une sous-espèce de P. terebinthus sous le nom de P. terebinthus subsp. palaestina.
Des   études phylogénétiques de 2010 ont permis de démontrer que P. palaestina et P. terebinthus sont des entités similaires sur les plans morphologique, écologique et génétique , c'est pourquoi on a été postulé que les deux espèces devraient être fusionnées, P. palaestina  devenant un synonyme de P. terebinthus. Les feuilles des deux espèces sont imparipennées, avec 6 à 11 folioles de 6 à 11 cm de long, ovales à étroitement ovales à l'apex acuminé ou mucroné.

## Distribution et habitat
Cette espèce est commune dans les régions du Levant, comme la Syrie, Israël ou la Palestine.
C'est un arbre  caducifolié, commun, qui pousse dans le maquis ou la garrigue, en association avec Quercus calliprinos, principalement dans les collines et les montagnes de Palestine, du Liban, de Syrie, de Turquie et des îles adjacentes du Levant méditerranéen.

## Importance économique et culturelle
Les fruits de Pistacia palaestina sont connus en arabe sous le nom de « butom ». Ils sont comestibles et sont vendus sur les marchés. Au Moyen-Orient, les fruits mûrs crus ou torréfiés de P. palaestina sont broyés et mélangés avec d'autres plantes aromatiques pour préparer un aliment appelé zaatar, qui est consommé quotidiennement avec du pain, de l'huile d'olive et du thé. Le zaatar lui-même peut être classé en fonction de sa teneur en plantes aromatiques de coût plus ou moins élevé, affectant le goût et la qualité. Lorsqu'il contient des fruits de P. palaestina, le zaatar est considéré comme de haute qualité.

### Plante médicinale
C'est une plante médicinale qui a été utilisée comme agent anticancéreux pour traiter les cancers de la prostate, du côlon, du sein, du foie, de l'estomac, de la rate et de l'utérus. On a déterminé que Pistacia palaestina possède des propriétés antimicrobiennes, antioxydantes, antimycosiques et anti-inflammatoires.

## Galerie

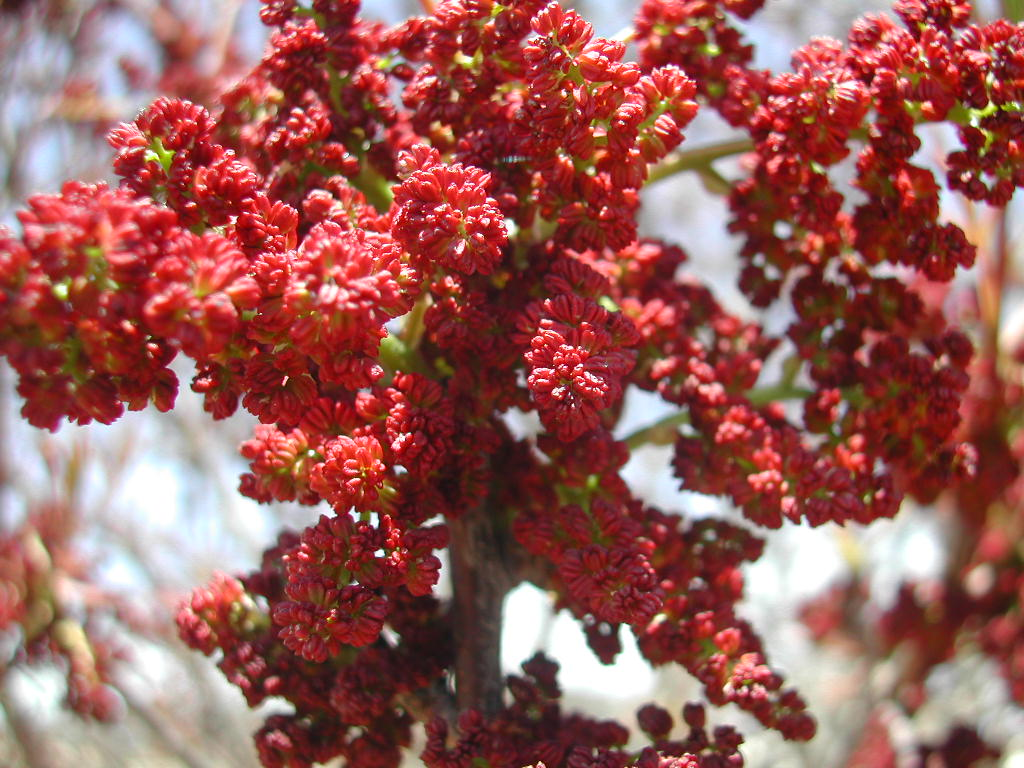
Pistacia palaestina en fleurs.
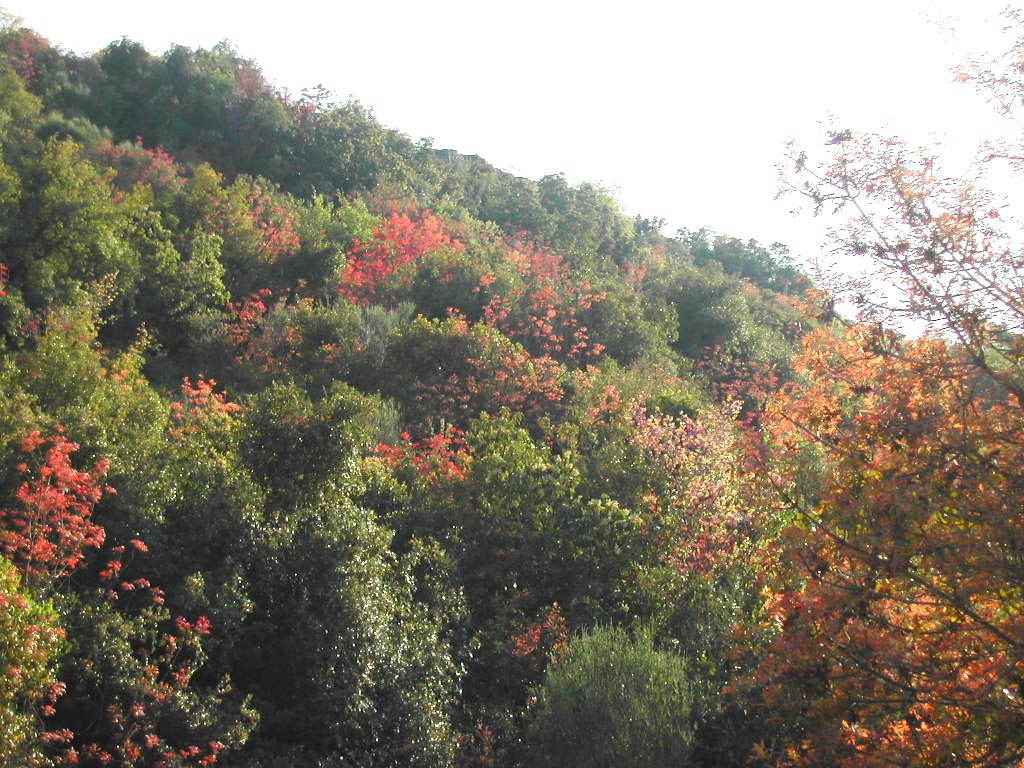
Couleur rouge du P. palaestina, l'automne sur le mont Méron (Galilée).